# EA-3966
EA-3966是一种氨基甲酸酯 神经毒剂。 它可以由 2-二甲氨甲基-3-二甲基甲酸吡啶 和 溴化-10-溴癸基三甲铵 化合而成。